# Аверин, Владимир Иванович
Владимир Иванович Аверин (род. 1 августа 1957, Уфа) — советский и российский театральный деятель, актёр. Народный артист Российской Федерации (2007).

## Биография
Владимир Аверин родился в 1957 году в городе Уфе. Его отец был постоянным участником постановок народного театра при Доме культуры имени Серго Орджоникидзе). Частыми гостями семьи Авериных были актёры. С младших классов Владимир тоже привлекался в постановки народного театра, входил в состав детского хора, занимался в детском ансамбле при Доме культуры имени Калинина.
Завершив обучение в школе, поступил в Свердловское театральное училище. Работал на сцене в Русском академическом театре драмы Башкортостана. В 1981 году окончил училище и был принят в труппу нового, открывшегося в этом же году, Брянского театра юного зрителя. В дебютном спектакле театра — «Юность отцов» играл Владимир Аверин.
С 1984 по 1988 годы актёр проходил обучение на актёрском факультете Государственного института театрального искусства. Учился на курсе народной артистки СССР Элины Быстрицкой и народного артиста РСФСР Александра Бурдонского.
За свою актёрскую карьеру сыграл более 200 ролей. Снимался в кино. За главную роль в короткометражном фильме «Спаси Бог» получил несколько наград. В 2011 году срежиссировал театральный спектакль «Любовное безумие». Руководит детской театральной студией при Брянском Театре юного зрителя.
В 2007 году был удостоен звания «Народный артист Российской Федерации».
В 2017 году сыграл 12 ролей в спектакле «Мёртвые души». Постановка была отмечена специальным Дипломом жюри в номинации «Профессия — актёр» на фестивале «Театральный Олимп» в Сочи.
Проживает в городе Брянске. Женат, воспитал сына, воспитывает двоих внуков.

## Репертуар и роли
- Мышиный король — «Щелкунчик и Мышиный король» Э.Гофман;
- Мистер Дарлинг — «Питер Пэн и Венди» Дж. Барри;
- Царь — «Левша» Б.Рацер, В.Константинов;
- Труффальдино — «Любовь к одному апельсину» В.Синакевич;
- Режиссер — «Замарашка» Я.Гловацкий;
- Митя — «Остров нашей любви и надежды» Г.Соловский;
- Михайло Васильев — «Васса Железнова» М.Горький;
- Чугунов — «Золотые люди» («Волки и овцы») А. Н. Островский;
- Хозяин — «Очень простая история» М.Ладо;
- Джордж — «Он, она, окно и..» Р.Куни;
- Дикой — «Гроза» А. Н. Островский;
- Фил — «История любви» Э.Сигал;
- Эгль — «Алые паруса» А. Грин;
- Следователь — «Преступление и наказание» Ф.Достоевский.

### Роли в кино
- 2016 — «Больше, чем врач» — эпизод;
- 2021 — «Спаси Бог» (короткометражный фильм);

## Награды
- Народный артист Российской Федерации (2007)[7].
- Заслуженный артист России (1997).
- 2018 год — лауреат театрального конкурса успех Брянского отделения Союза театральных деятелей.
- 2022 год — «Лучшая мужская роль» на Брянском областном театральном конкурсе «Успех».
- 2017 год — Диплом жюри в номинации «Профессия — актёр».